# Оппенгайм (Нью-Йорк)
Оппенгайм (англ. Oppenheim) — місто (англ. town) в США, в окрузі Фултон штату Нью-Йорк. Населення — 1751 особа (2020).

## Демографія
Згідно з переписом 2010 року, у місті мешкали 1924 особи в 730 домогосподарствах у складі 526 родин. Було 897 помешкань
Расовий склад населення:
| - 97,9 % — білих - 0,7 % — чорних або афроамериканців - 0,4 % — корінних американців - 0,4 % — азіатів |

До двох чи більше рас належало 0,6 %. Частка іспаномовних становила 1,4 % від усіх жителів.
За віковим діапазоном населення розподілялося таким чином: 23,0 % — особи молодші 18 років, 63,6 % — особи у віці 18—64 років, 13,4 % — особи у віці 65 років та старші. Медіана віку мешканця становила 41,5 року. На 100 осіб жіночої статі у місті припадало 108,7 чоловіків;  на 100 жінок у віці від 18 років та старших — 106,1 чоловіків також старших 18 років.
Середній дохід на одне домашнє господарство  становив 57 301 долар США (медіана — 44 853), а середній дохід на одну сім'ю — 64 942 долари (медіана — 51 833). Медіана доходів становила 43 477 доларів для чоловіків та 33 438 доларів для жінок. За межею бідності перебувало 13,8 % осіб, у тому числі 20,9 % дітей у віці до 18 років та 2,6 % осіб у віці 65 років та старших.
Цивільне працевлаштоване населення становило 814 осіб. Основні галузі зайнятості: виробництво — 22,4 %, освіта, охорона здоров'я та соціальна допомога — 19,8 %, роздрібна торгівля — 13,8 %, будівництво — 10,9 %.